# Macaranga megacarpa
Macaranga megacarpa är en törelväxtart som beskrevs av Airy Shaw. Macaranga megacarpa ingår i släktet Macaranga och familjen törelväxter.
Artens utbredningsområde är Vanuatu. Inga underarter finns listade i Catalogue of Life.